# Hans Hermann von Berlepsch
Hans Hermann von Berlepsch (ur. 30 marca 1843 w Dreźnie, zm. 2 czerwca 1926 w Seebach) – pruski polityk, minister, pierwszy starosta katowicki.
Wywodził się z heskiej rodziny szlacheckiej. Był najmłodszym synem barona Augusta Adolfa von Berlepscha. Na uniwersytecie w Getyndze studiował prawo.
W 1872 r. został mianowany starostą katowickim, pełnił ten urząd jako pierwszy do 1877 r. W 1881 r. został wiceprezydentem rządzącym rejencji w Koblencji, a trzy lata później prezydentem rejencji w Düsseldorfie. W październiku 1889 r. został nadprezydentem Prowincji Reńskiej. Kilka miesięcy później – 31 stycznia 1890 r. – został powołany do pruskiego rządu, gdzie objął tekę ministra handlu i rzemiosła. Ze stanowiska tego odszedł po sześciu latach.
Jego żoną była od 1876 r. Franciszka von Tiele-Winckler, z rodziny magnatów przemysłowych i ziemskich. Jego teść Hubert von Tiele-Winckler był właścicielem dóbr katowickich.